# Strasshof an der Nordbahn
Strasshof an der Nordbahn est une commune autrichienne du district de Gänserndorf en Basse-Autriche, de 9729 habitants (au 01.01.2017).
Elle prit de l'importance avec le prolongement en 1838 de la première ligne de chemin de fer d'Autriche, la Kaiser-Ferdinand Nordbahn. On peut y visiter un remarquable Musée du chemin de fer.

## Géographie
Strasshof an der Nordbahn est une petite ville du Marchfeld. Plus de 21 % du territoire de la commune est boisé.

## Histoire
Au cours de la Seconde Guerre mondiale, un camp de travaux forcés, le camp de Strasshof est construit dans la ville et 21 000 Juifs hongrois y transitent. Une partie importante de ces Juifs échappèrent à la Shoah grâce à Rudolf Kastner,.
La plupart de ces juifs venaient des villes et des campagnes du sud de la Hongrie. À Strasshof, se tenait un véritable marché aux esclaves pour répondre aux besoins de main-d'œuvre. La plupart des déportés ont travaillé à Vienne ou en Basse-Autriche, dans des fermes, des commerces, mais surtout dans l'industrie de guerre

## Notoriété
La ville de Straßhof an der Nordbahn a récemment connu une publicité non désirée lors de l'enlèvement de Natascha Kampusch. Elle y a été emprisonnée huit ans et demi dans le sous-sol d'une maison individuelle. Le 23 août 2006, elle réussit à s'évader ; son ravisseur Wolfgang Přiklopil se suicide le soir même.